# 鈴鹿パーキングエリア
鈴鹿パーキングエリア（すずかパーキングエリア）は、三重県鈴鹿市にある新名神高速道路のパーキングエリアである。
上下線共用型（集約）で、施設愛称は『PIT SUZUKA』。鈴鹿PAスマートインターチェンジを併設する。

## 道路
- E1A 新名神高速道路（2-1番）

## 歴史

### 年表
- 2018年（平成30年）11月21日 : PA名称が「鈴鹿PA」で正式決定[7]。
- 2019年（平成31年）03月17日 : 新四日市JCT - 亀山西JCT間開通に伴い、供用開始[8]。
- 2021年（令和03年）03月20日 - 日本で初めて高速道路でのドライブスルー形式の店舗『ピットストップSUZUKA』を期間限定でオープン（上りのみ、5月30日までの土・日・祝日）[9]。同店舗では、同年4月29日からETC多目的利用サービスを開始した[10]。また夏休み期間限定（7月22日～8月31日）でリニューアルオープンする[11]。
- 2022年（令和4年）10月7日：上り線に[12]キャンピングカー用の車中泊スポットが設置される（同年11月27日まで）[13]。

## 施設

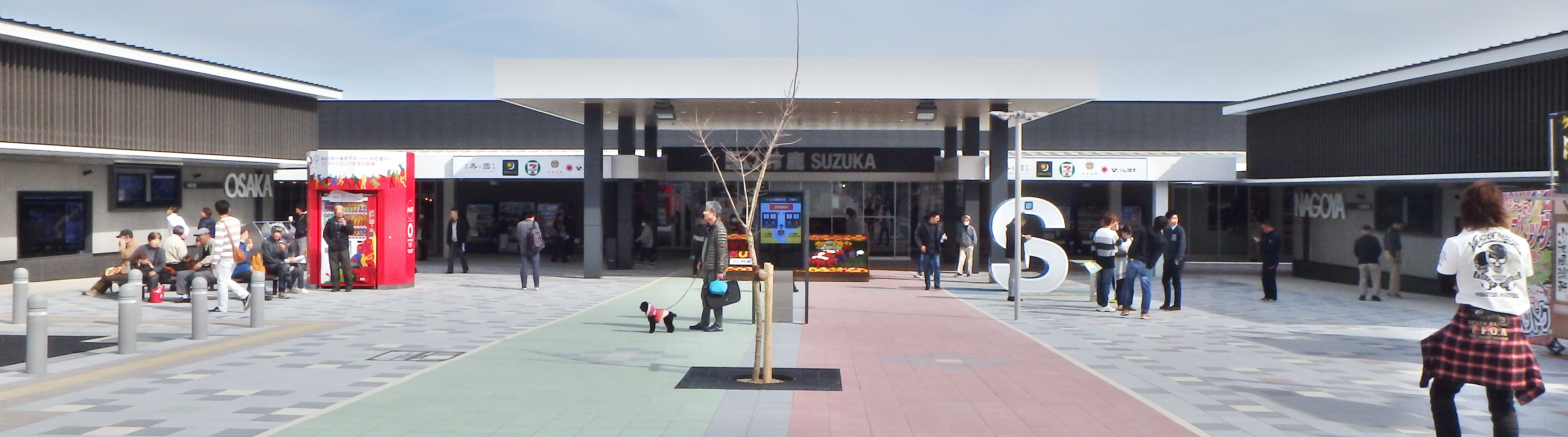
手前：中央プラザとSのモニュメント
右：上り線、左：下り線のトイレ棟

上下線供用施設には中央プラザ（Suzuka）、上り線（Nagoya）、下り線（Osaka）側それぞれに入り口があり、その前には頭文字の巨大モニュメントがある。
東名阪道の御在所SAとは異なり、ガソリンスタンドは設置されていないものの、サービスエリア並みの施設数を誇る。
供用施設内には地域連携スペースがあり伊勢型紙や鈴鹿墨の伝統工芸品、バイクレーサーのツナギ、F1日本グランプリの優勝～3位ドライバーの手形が展示されている。
2022年4月1日から鈴鹿市内のマシンコンストラクター・ウエストレーシングカーズ製レーシングカー「VITA-01」を展示している。
過去の展示車両
- 2019年
  - 3月17日 ～ 「スーパーアグリ・SA07」供用開始時から展示
  - 6月21日 ～ 鈴鹿8耐参戦車両「ホンダRVF750（1992年優勝車）」「ホンダCBR954RR（2003年）」[15]
  - 8月29日 ～ 「ジョーダン・EJ12」展示入れ替え作業は一般公開された[16]
- 2020年
  - 3月30日 ～ F.C.C. TSR Honda FranceのFIM世界耐久選手権参戦車両「2017-18 ル・マン24時間優勝車」「2019-20 ボルドール24時間参戦車」[17]
  - 7月22日 ～ 「マクラーレン・MP4/7A」（1992年）[18]
- 2021年
  - 「SUPER GT」車両の展示[19]
    - 1月20日 ～ トヨタ「GR スープラ SUPER GT コンセプト」（2019年東京オートサロン展示モデル）[20]
    - 3月04日 ～ ホンダ「NSX CONCEPT-GT」[21]
    - 4月16日 ～ 日産「MOTUL AUTECH GT-R」（2019年）[22]

  - 5月31日 ～ 「ホンダ・RA300」[23]。
  - 10月15日 ～ スーパーフォーミュラ「ダラーラ・SF19」[24]
  - 12月22日 ～ モリワキエンジニアリング「カワサキ・Z1000（1981年）」「カワサキ・Z900RS」[25]
- 2022年
  - 4月1日 ～ ウェストレーシングカーズ製レーシングカー「VITA-01」
- 2023年
  - 2月13日 ～  フォーミュラEnjoy「FE2」[26]
  - 8月8日 ～ 「ロータス・99T」（1987年）[27]
- 2024年
  - 4月4日 ～ 「マクラーレン・MP4/5B」（1990年） カウルを外した状態で展示された。
  - 9月21日 ～ 86/BRZレース「エアバスタートヨタ86DLデルタ」（2021年）
- 2025年
  - 1月20日 ～ 全日本トライアル選手権参戦車両「ホンダ・RTL301R」（2024年）、全日本モトクロス選手権「ホンダ・CRF450R」（2024年）
  - 3月27日 ～ 「ウィリアムズ・FW11B」（1987年）
  - 7月10日 ～ ヨーロッパ耐久選手権「ホンダ・RCB1000」（1978年）

### 上下線供用施設
- フードコート[28]
  - 定食・丼「すず食堂」（9:00 - 21:00）
  - うどんとそば「伊のいち」（24時間）
  - 鈴鹿らーめん「啜乱会」（9:00 - 21:00）
- テイクアウト「ひぃさん横丁」（9:00 - 20:00）[28]
  - 甘味処「BELL DEER」
  - 串焼きとお惣菜の店「なんなんや」
  - 揚げ物の店「新兵衛屋」
- お土産コーナー「すずかの」（9:00 - 20:00）[28]
- コンビニエンスストア「セブン-イレブン」（24時間）[28]
- ドライバーズスポット[28]（有料：シャワー個室・洗濯機・乾燥機）
- カフェ
  - カレー&スナック「Curry Diner Route」（10:00 - 21:00）
- 大型ドッグラン[28]
- ぷらっとパーク（開閉時間：24時間、駐車場：小型車92台・身障者用2台）[28]
- コインシャワー
- コインランドリー

そのほか、EV用充電スタンド、バス乗務員休憩室、ヘリポートがある。

### 上り線（名古屋方面）
- 駐車場
  - 大型：68台
  - 小型：69台
  - 障がい者用：大型1台、小型2台
- トイレ[29]
  - 男性：大9・小12
  - 女性：33
  - 多目的トイレ：1

### 下り線（大阪方面）
- 駐車場
  - 大型：94台
  - 小型：58台
  - 障がい者用：大型1台、小型2台
- トイレ[29]
  - 男性：大10・小14
  - 女性：34
  - 多目的トイレ：1

上下線ともに25メートルフルトレーラ（ダブル連結トラック）専用駐車場を国内初設置。

### 鈴鹿PAスマートインターチェンジ

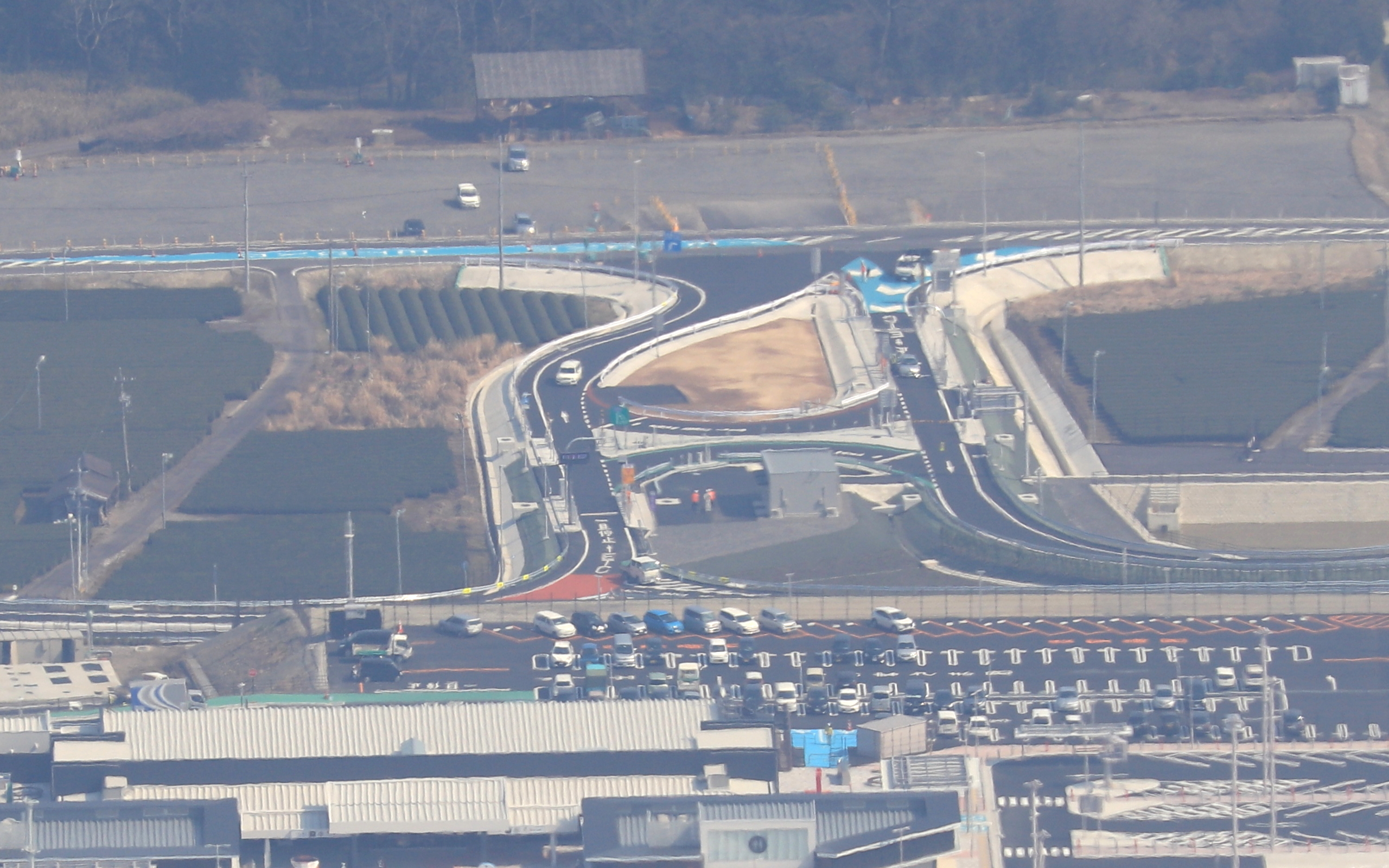
鈴鹿PAスマートインターチェンジ

鈴鹿PAスマートインターチェンジ（すずかパーキングエリアスマートインターチェンジ）は、鈴鹿PAに併設のスマートICである。
利用可能車種はETC搭載の全車種（長さ16.5 m以下）で24時間運用。上下線ともに出入可である。

## 隣
E1A 新名神高速道路
(2) 菰野IC - (2-1) 鈴鹿PA/スマートIC - (3) 亀山西JCT